# Zele albiditarsus

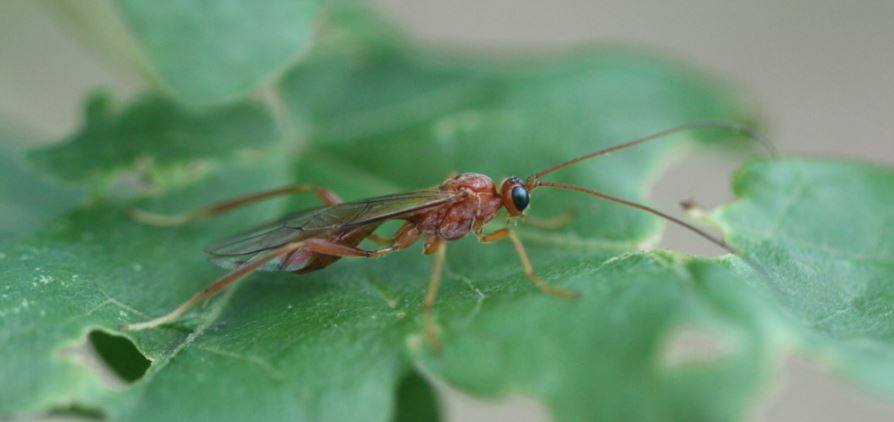
Seitenansicht

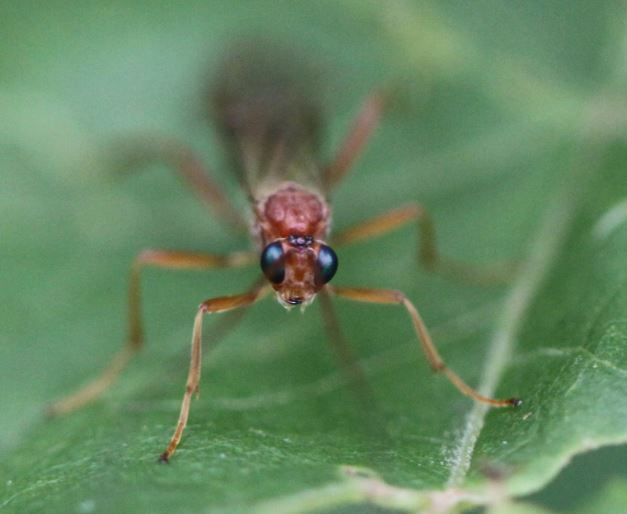
Frontansicht

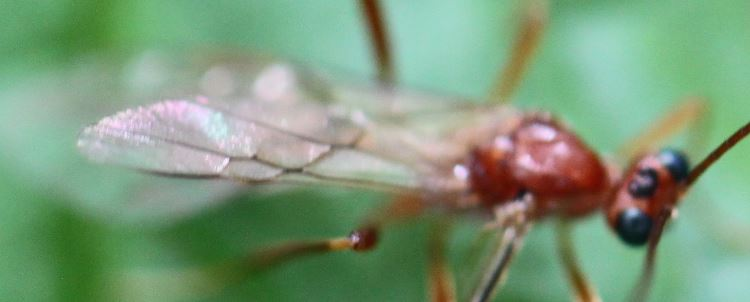
Hinterflügel mit der charakteristischen Aderung

Zele albiditarsus ist eine Brackwespe aus der Tribus Meteorini innerhalb der Unterfamilie der Euphorinae. Das lateinische Art-Epitheton albiditarsus bezieht sich auf die weißen Hintertarsen.

## Merkmale
Die Brackwespen werden etwa 10 mm lang. Von der nahe verwandten Gattung Meteorus lassen sich die Zele-Arten anhand der Adern der Hinterflügel trennen. Zele albiditarsus weist einen Geschlechtsdimorphismus auf. Die Weibchen sind fast vollständig hellrot gefärbt. Die Facettenaugen sowie die Punktaugen (Ocellen) sind grün-bläulich schimmernd. Die Vorderflügel weisen ein rotgelbes Pterostigma auf. Der relativ kurze Legestachel (Ovipositor) wird gewöhnlich von den Flügeln verdeckt. Die hinteren Tarsen sind weißlich. Thorax, Hinterleib und Fühler der Männchen sind schwarz gefärbt. Der Kopf sowie die Beine der Männchen sind überwiegend rotgelb gefärbt. Die hinteren Tarsen sind ebenfalls wie bei den Weibchen weißlich. Es gibt mehrere rot gefärbte Brack- und Schlupfwespen, die Zele albiditarsus ähneln.

## Verbreitung
Zele albiditarsus ist in Mittel- und Nordeuropa weit verbreitet. Im Norden reicht das Vorkommen bis nach Fennoskandinavien und auf die Britischen Inseln. Ferner kommt die Art offenbar in der Nearktis (Nordamerika) vor.

## Lebensweise
Die dämmerungs- und nachtaktiven Brackwespen findet man häufig in Wäldern, insbesondere im Frühjahr in den Monaten Mai und Juni. Die Art ist ein koinobionter Endoparasitoid. Zu seinen Wirten gehören verschiedene Schmetterlinge, darunter Vertreter der Familien Geometridae, Noctuidae, Nymphalidae, Pyralidae, Saturniidae und Tortricidae. Außerdem werden Buschhornblattwespen und Schlupfwespen als Wirte genannt. Das Brackwespen-Weibchen sticht mit Hilfe ihres Legestachels ein einzelnes Ei in die Wirtslarve. Die Wirtslarve entwickelt sich weiter und bildet noch einen Kokon, während sich die geschlüpfte Brackwespenlarve im Körper ihres Wirtes entwickelt. Eine Verpuppung des Wirts findet nicht mehr statt. Die Brackwespenart kann in wärmeren Gefilden zwei Generationen im Jahr hervorbringen. Die letzte Generation im Jahr überwintert im Wirtskokon, vermutlich im Puppenstadium.